# Autoserica vietnamensis
Autoserica vietnamensis är en skalbaggsart som beskrevs av Frey 1972. Autoserica vietnamensis ingår i släktet Autoserica och familjen Melolonthidae. Inga underarter finns listade.